# Matthew Boulton
Matthew Boulton (3. září 1728 Birmingham – 17. srpna 1809 tamtéž) byl anglický podnikatel a obchodní partner Jamese Watta. V posledních 25 letech 18. století bylo jejich firmou Boulton & Watt instalováno stovky stacionárních parních strojů, které umožnily mechanizaci továren. Razil také mince.
Založil továrnu Soho poblíž Birminghamu. Obchodním partnerem Jamese Watta se stal poté, co Wattův tehdejší obchodní partner John Roebuck zbankrotoval. Jejich společná firma nainstalovala stovky parních strojů v Británii a zahraničí, zpočátku v dolech a poté v továrnách. Snažil se zlepšit špatný stav ražení mincí v Británii. Společně s Jamesem Wattem je vyobrazen na 50 librové bankovce.

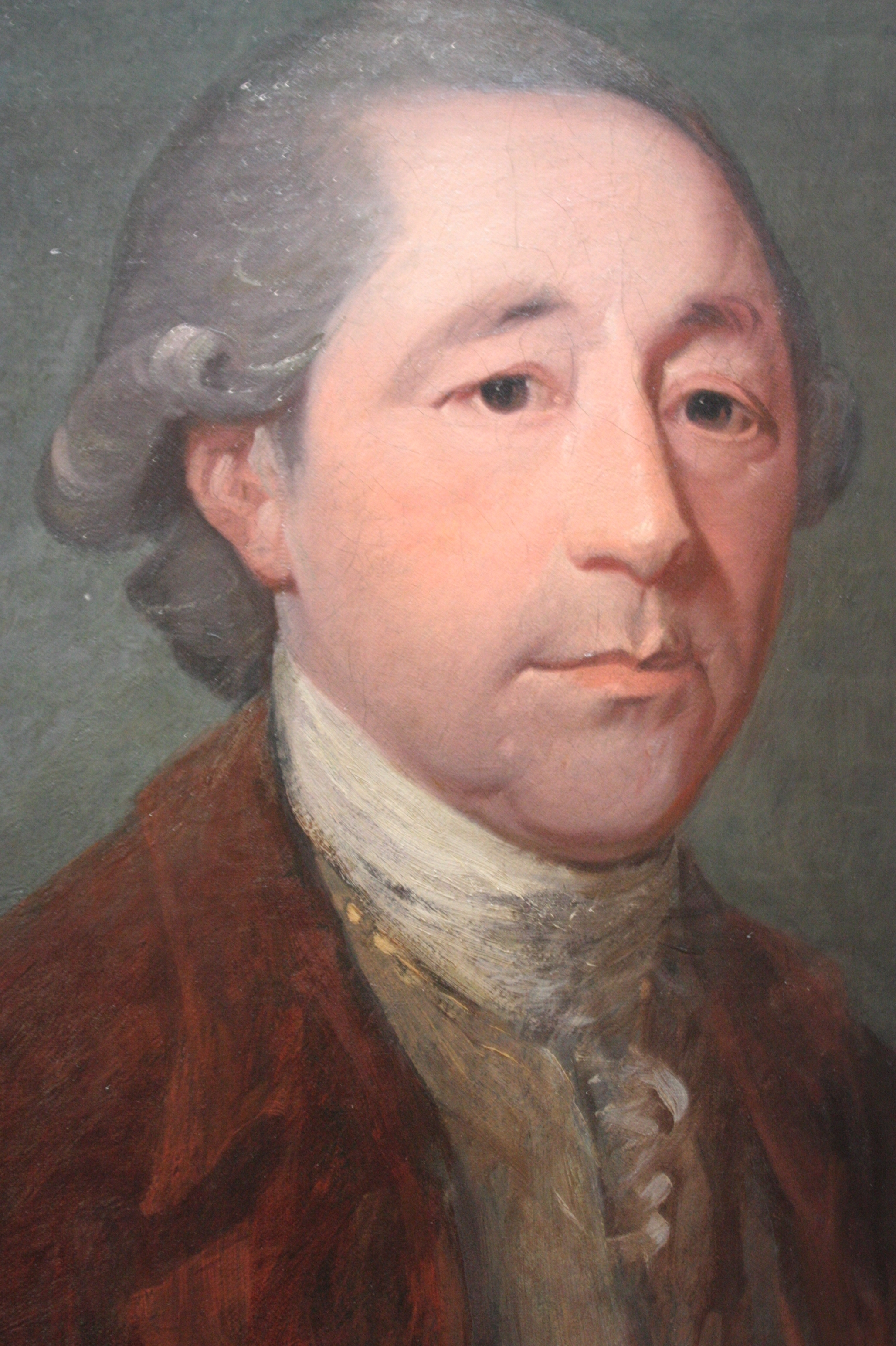
Portrét Matthewa Boultona (cca 1775)

Dlouhou dobu žil ve svém Soho House vyprojektovaném Samuelem Wyattem.